# Howrūk
Howrūk (persiska: هِروك, هوروك, هُرُك, هَروك, هَرُّك, Herūk, هوروک) är en ort i Iran.   Den ligger i provinsen Yazd, i den centrala delen av landet, 500 km söder om huvudstaden Teheran. Howrūk ligger 1 532 meter över havet och antalet invånare är 420.
Terrängen runt Howrūk är en högslätt, och sluttar brant österut.Runt Howrūk är det glesbefolkat, med 9 invånare per kvadratkilometer. Närmaste större samhälle är Bedāf, 18,9 km söder om Howrūk. Trakten runt Howrūk är ofruktbar med lite eller ingen växtlighet.